# Karolína Erbanová
Karolína Erbanová (ur. 27 października 1992 we Vrchlabí) – czeska łyżwiarka szybka, sześciokrotna mistrzyni świata juniorów. Brązowa medalistka igrzysk olimpijskich i mistrzostw świata.

## Kariera
Pierwsze sukcesy w karierze Karolína Erbanová osiągnęła w 2010 roku, kiedy zdobyła brązowe medale w wieloboju i biegach na 1000 i 1500 m podczas mistrzostw świata juniorów w Moskwie. Jeszcze lepiej wypadła na rozgrywanych rok później mistrzostwach świata juniorów w Seinäjoki, gdzie wygrywała w wieloboju oraz na dystansach 500, 1000 i 1500 m. Cztery medale zdobyła także na mistrzostwach świata juniorów w Obihiro w 2012 roku. Zwyciężyła tam w biegach ana 500 i 1500 m, a w wieloboju i na dystansie 1000 m była druga za Japonką Miho Takagi. Nie zdobyła medalu w kategorii seniorek; jej najlepszym wynikiem jest piąte miejsce w biegu na 1000 m wywalczone podczas dystansowych mistrzostw świata w Soczi w 2013 roku. Kilkukrotnie stawała na podium zawodów Pucharu Świata, odnosząc przy tym jedno zwycięstwo indywidualne: 15 grudnia 2012 roku w Harbinie była najlepsza na 1000 m. Najlepsze wyniki osiągnęła w sezonie 2012/2013, kiedy zajęła trzecie miejsce w klasyfikacji końcowej 1000 m. Wyprzedziły ją jedynie dwie Amerykanki: Heather Richardson oraz Brittany Bowe. W 2010 roku wzięła udział w igrzyskach olimpijskich w Vancouver, zajmując między innymi dwunaste miejsce w biegu na 1000 m. Na rozgrywanych cztery lata później igrzyskach w Soczi była dziesiąta w biegach na 500 i 1000 m oraz trzynasta na dystansie 1500 m.